# 達克瓦茲蛋糕
達克瓦茲蛋糕（英語：Dacquoise，法語發音：[dakwɑz]），俗稱「慕斯蛋糕」，是一種由扁桃（在臺灣稱為杏仁）、榛子（在臺灣稱為榛果）和鮮奶油（或奶油）製成的泡沫蛋糕。